# إيفا روتشبول
إيفا روتشبول (بالفرنسية: Eva Ruchpaul)‏ هي واحدة من أولى نساء اليوغا في أوروبا، وهي معلمة يوغا فرنسية، ومؤسس معهد إيفا روتشباول ومؤلفة كتب عن هاثا يوغا، ولدت في 13 مارس 1928 في في بيزييه.